# Пам'ятник воїнам-інтернаціоналістам (Кривий Ріг)

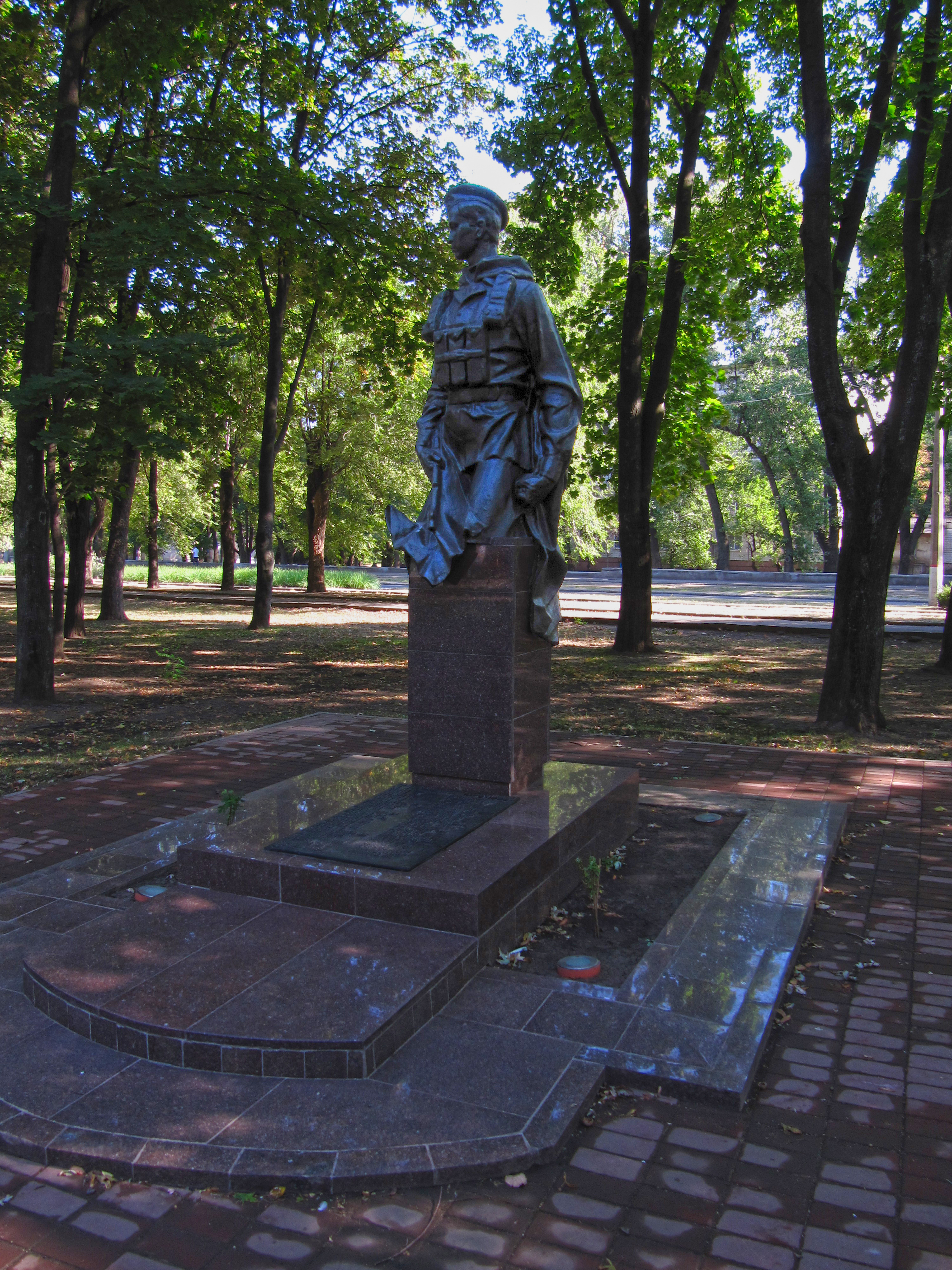
Пам'ятник воїнам-інтернаціоналістам

Пам'ятник до перенесення. 2009 рік.

Пам'ятник воїнам-інтернаціоналістам знаходиться на проспекті Миру, у сквері між виконкомом Металургійної районної у місті ради та монументом «Перемога», в Металургійному районі м. Кривий Ріг.

## Передісторія
На Афганській війні 1979—1989 років загинули 53 криворіжці, 49 із яких були призвані Криворізькими районними військовими комісаріатами, а чотири — з Криворізького сільського району.
Пам'ятник воїнам-інтернаціоналістам було відкрито у листопаді 1987 року, у парку Героїв на проспекті Металургів. Автор пам'ятника — Анатолій Іванович Ярошенко — в чавунній скульптурі воїна-десантника зобразив криворізького героя, сержанта Дмитра Анатолійовича Сушка, який загинув в Афганістані у 1985 р. у віці 20 років.
Дмитро Анатолійович Сушко народився 13 липня 1965 року в Кривому Розі. У 1982 році закінчив середню загальноосвітню школу № 22. Мав наміри вступити до Чернігівського вищого військового авіаційного училища льотчиків імені Ленінського комсомолу. Прагнув стати офіцером Радянської армії — бойовим пілотом.
Продовжив навчання у Криворізькому гірничому інституті на факультеті Технічної і комплексної механізації підземної розробки рудних покладів. 1 вересня 1982 року зарахований до числа студентів групи ГІП-82-5. З другого курсу інституту був мобілізований до лав збройних сил СРСР. Після призову  відправлений до навчальної частини у м. Печори Псковської області, де готували майбутніх десантників спеціального призначення. За відмінні показники у навчанні отримав звання сержанта, що є виключенням з правила. Подальшу службу проходив в десантному батальйоні, сформованому на Кіровоградщині. 17 квітня 1984 року сержанту Дмитру Анатолійовичу Сушку присвоєно кваліфікацію розвідника третього класу.
З вересня 1984 р. — в Афганістані. Проходив службу в Баграмі, згодом — в містечку Баракі. За неповний рік участі в афганській війні здійснив 52 бойові виходи на чолі ввіреного йому відділення. Десантники прикривали аеропорт Баграм, охороняли підступи до Кабула, важливі шосейні комунікації, протидіяли передовим загонам ворога, знешкоджували «каравани» супротивника. За успішне виконання бойового завдання був представлений до нагороди — медаль «За відвагу». Загинув 30 липня 1985 року в провінції Логар під час чергового рейду, спрямованого на знешкодження ворожої засідки, знищивши при цьому гранатометне і кулеметне з'єднання супротивника. Указом Президії Верховної Ради СРСР від 5 лютого 1986 року Дмитро Анатолійович Сушко посмертно нагороджений орденом Червоної Зірки. Похований воїн-інтернаціоналіст на Центральному кладовищі м. Кривий Ріг. На його могилі встановлено пам'ятник роботи місцевого скульптора Анатолія Івановича Ярошенка. У 1987 році авторська копія зазначеного пам'ятника була змонтована в Сквері героїв Металургійного району, як монумент всім загиблим воїнам-афганцям.
Рішенням Дніпропетровського облвиконкому від 19.11.1990 р. № 424 пам'ятник воїнам-інтернаціоналістам взято на державний облік з охоронним номером 6311.
У 2013 році під час реконструкції пам'ятник було перенесено до монументу «Перемога». 

## Пам'ятка
На гранітному постаменті встановлена чавунна фігура (поколінне зображення) воїна-інтернаціоналіста — десантника Дмитра Анатолійовича Сушка, який загинув на війні в Афганістані. Голова воїна повернута в правий бік на дві третини, покрита беретом десантника. На плечах плащ-намет, на грудях — розгрузка. У правій руці автомат, ліва опущена вздовж тіла, пальці стиснуті в кулак. Ліва нога дещо видається вперед, права прикрита плащ-наметом. Скульптура пофарбована в чорний колір. Висота 1,70 м.
Постамент розмірами 1,24х0,52х0,54 м виготовлено з шліфованого граніту рожевого кольору. Складається з чотирьох гранітних блоків різного розміру встановлених один на одного. Блоки мають прямокутну у плані форму. Параметри блоків (знизу вверх): 1-3 блоки — 0,32х0,52х0,54 м; 4 блок — 0,28х0,52х0,54 м. До постаменту ведуть дві напівкруглі сходинки, облицьовані гранітними плитами. Висота першої сходинки 0,08 м, ширина — 2,54 м, другої — 0,14 м та 1,35 м відповідно.
Внизу впритул до постаменту встановлено гранітну меморіальну плиту прямокутної форми зі сторонами 1,12×0,65 м. Товщина плити 0,02 м. Плита знаходиться на гранітному п'єдесталі розміром 2,10×1,35 м. П'єдестал підіймається над другою сходинкою на 0,24 м. На плиті міститься вигравіюваний напис російською мовою великими літерами: «ВОЕННОСЛУЖАЩИМ ПОГИБШИМ / В АФГАНИСТАНЕ 1979—1989» й перелік 47 прізвищ з ініціалами у два стовпчика під написом у 24 рядка.